# Hanneke de Munck

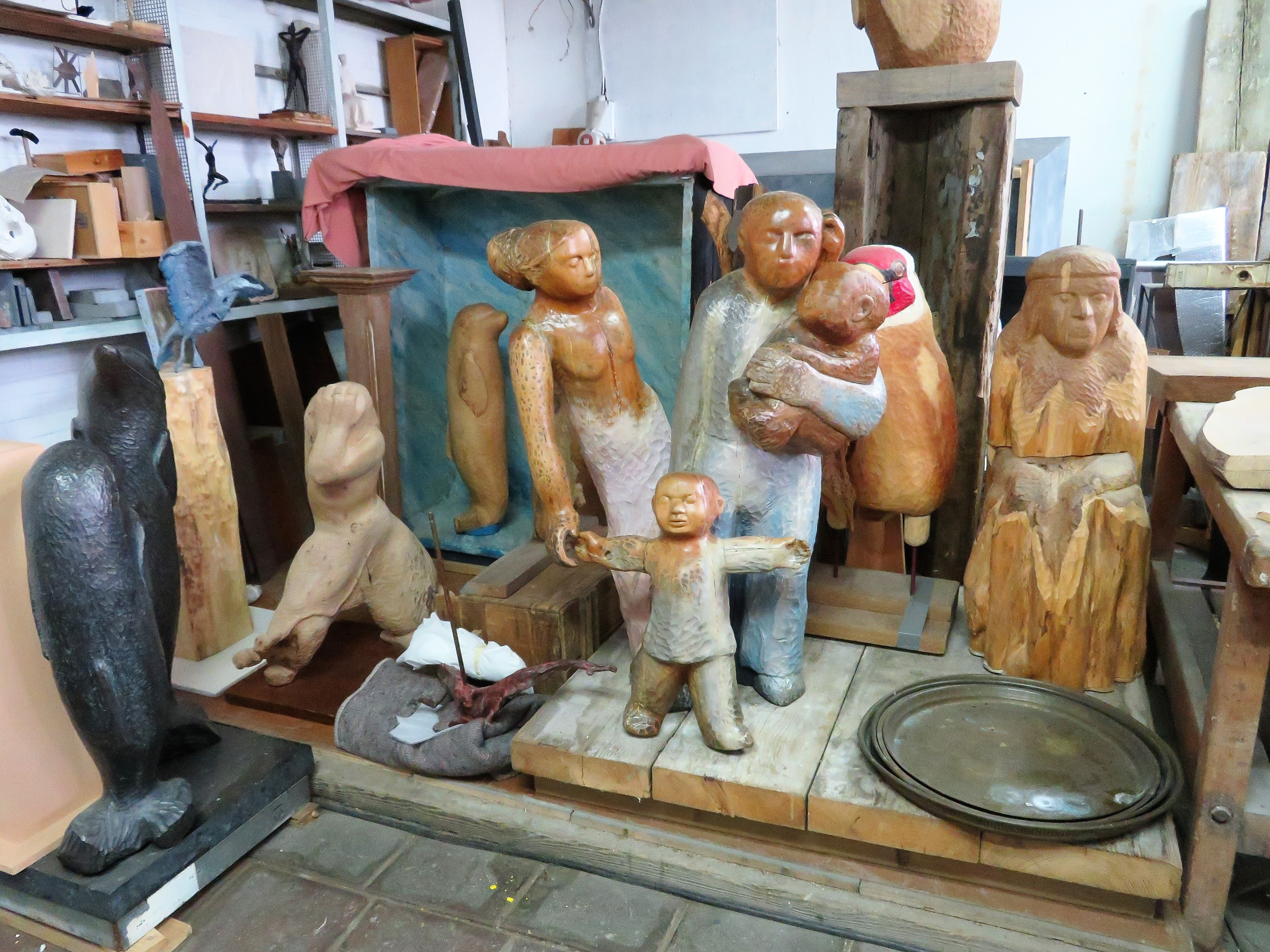
Atelier Hanneke De Munck

Johanna Maria Louise de Munck (Rijswijk, 4 april 1951) is een Nederlandse beeldhouwer.

## Leven en werk
De Munck volgde een opleiding aan de beeldhouwafdeling van de Koninklijke Academie van Beeldende Kunsten in Den Haag (1976-1979) bij Henri van Haaren en Frank Letterie en vervolgens aan de Rijksakademie van beeldende kunsten (1979-1983) bij Paul Gregoire, Theresia van der Pant en Eric Claus.
Vanaf 1983 is De Munck werkzaam als zelfstandig beeldhouwer in Amsterdam. Zij werkt in verschillende technieken met in wisselende mate geabstraheerde figuratie vanuit de klassieke traditie. In dialoog met de verschillende natuurlijke materialen (brons, natuursteen en diverse houtsoorten) is in de ontwikkeling van haar werk een rijke vormentaal ontstaan. Beweging is een belangrijk terugkerend element.
Vanaf 1992 tot de opheffing van de vereniging was De Munck lid van het Amsterdams Beeldhouwers Kollektief, sindsdien is zij lid van de groep die doorstartte, Beeldhouwers.nu.
Vanaf 1995 is zij docent aan de NDSM Academie en vanaf 2000 lid van het Nederlands Portretschap en de ondernemersvereniging De Toekomst NDSM terrein.
Na diverse ateliers in Amsterdam-Oost heeft zij sinds 1994 haar atelier in Helling X op het NDSM-terrein in Amsterdam-Noord. In het minitheater ‘Helling X’ bij haar atelier organiseert De Munck voorstellingen in samenwerking met vertellers, dichters en musici waarbij haar beelden centraal staan.
In 2001 trouwde zij met graficus Sietse Hielke Bakker.
Vanaf 2001 werkte De Munck aan het Mandelstam project en het Altaarstukken project samen met kunstenaars uit diverse disciplines.
In 2009 werd de Stichting de Gespreksgenoot – Sobesednik voor kunstprojecten door het echtpaar Bakker/De Munck opgericht.
De Munck maakte in opdracht meerdere beelden voor de openbare ruimte.

## Werken (selectie)
- Eligius (1997), naast de Sint-Petrusbasiliek, Boxtel
- De Sprong (2003), bij Centrum De Roos, PC Hooft ingang van het Vondelpark, Amsterdam
- Monument voor de Liefde (2010), voor Mandelstam, universiteitsterrein, Sint Petersburg, Rusland
- Pietà (arvenhout) en Man der Smarten (perenhout) (2014), begraafplaats Rhijnhof, Leiden
- Monument voor de liefde (2015), Nadjezjda Mandelstamstraat, Amsterdam-Zuidoost
- Adelaar (graniet) en Meeuw (brons), begraafplaats Zorgvlied, Amsterdam
- Acrobaten (2016), Le Mas Blanc, Zuid-Frankrijk

## Tentoonstellingen (selectie)
- 1983 De Tuinen van Mien Ruys, Dedemsvaart
- 1984 Kunsthandel Ina Broerse, diverse tentoonstellingen, Laren
- 1987 en 2010 Keukenhof Lisse
- 1992 en 1994 De Oude Kerk, Amsterdam
- 1992 Tongerlohuys, Roosendaal
- 1997 Beeldentuin De Hoge Hees, Eersel
- 2002 Galerie Vlierhove, Blaricum
- 2006 Bijbels Museum, Amsterdam
- 2008 Domein De Beukenhof, Kluisbergen, België
- 2011 WTC Amsterdam, project moderne altaarstukken
- 2014 Hooglandse kerk "Toegewijde Kunst", Leiden
- 2018 Rosa Spier Huis, Laren. 19 augustus t/m 7 oktober. Beelden van brons en hout (Hanneke de Munck) en poëzie in grafiek (Sietse Bakker)
- 2021 NDSM Fuse Expo IX vanaf 12 maart (op afspraak)

## Fotogalerij

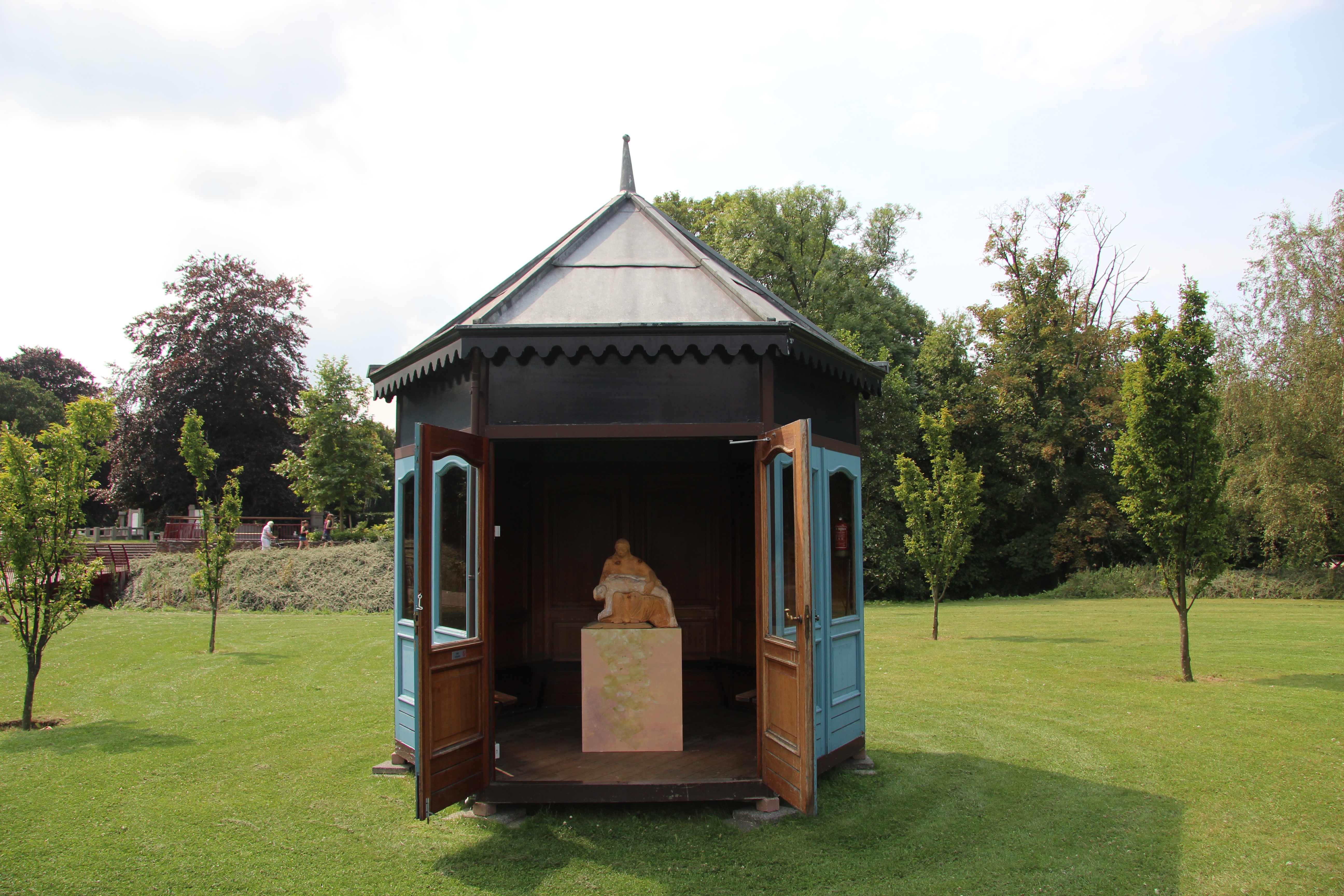
Pietà, Leiden, 2014
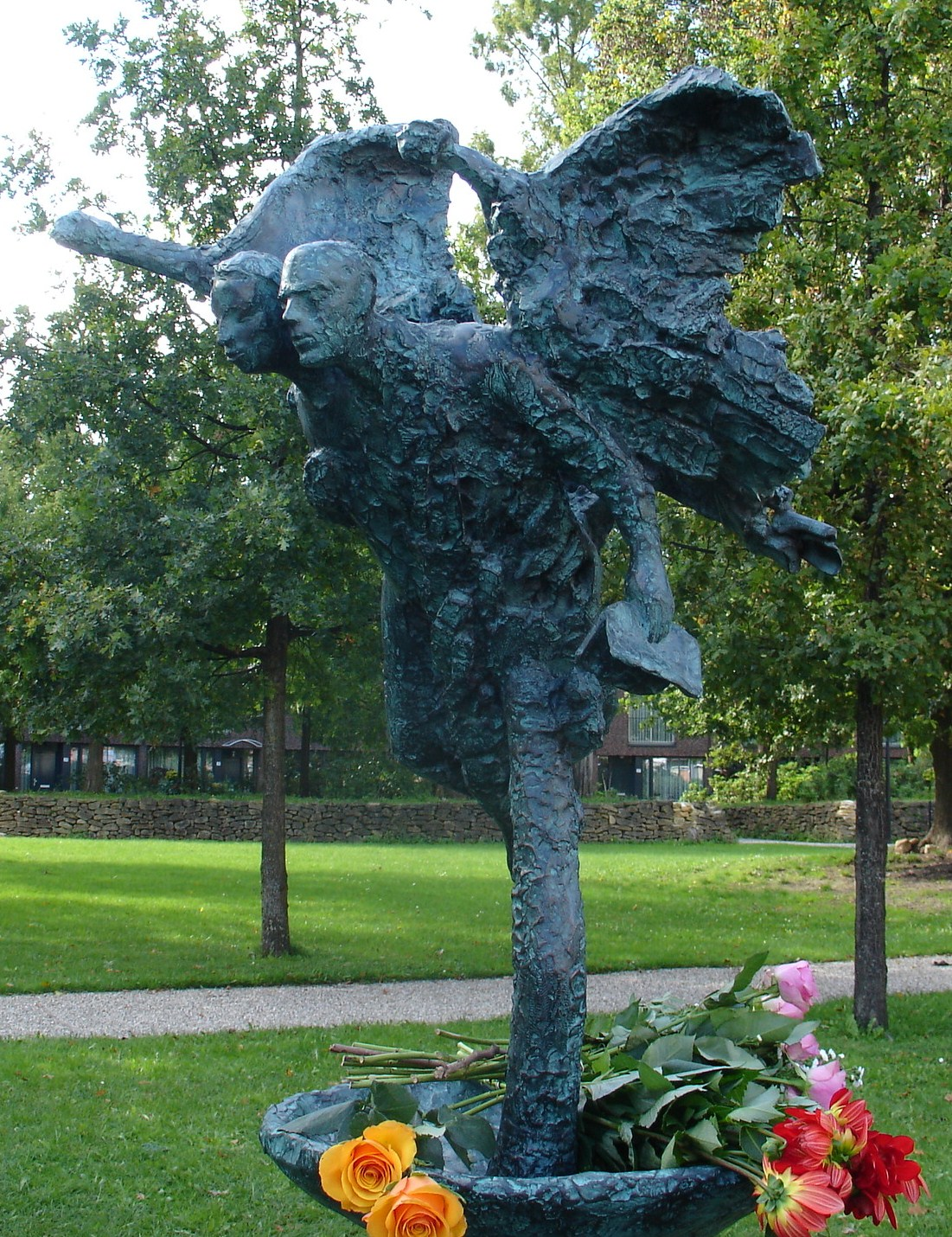
Monument voor de liefde, Amsterdam 2015
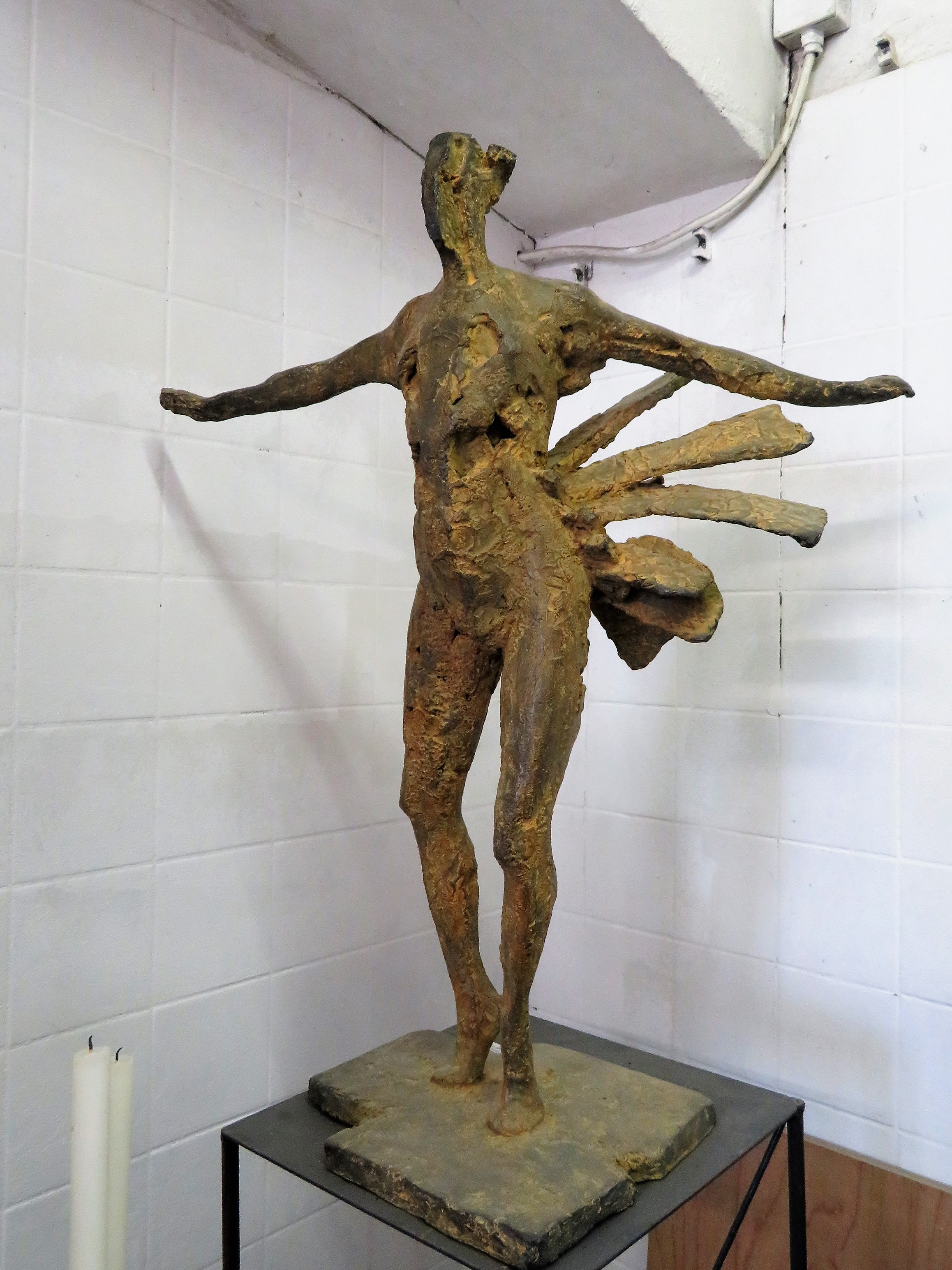
Spanje